# Raruto

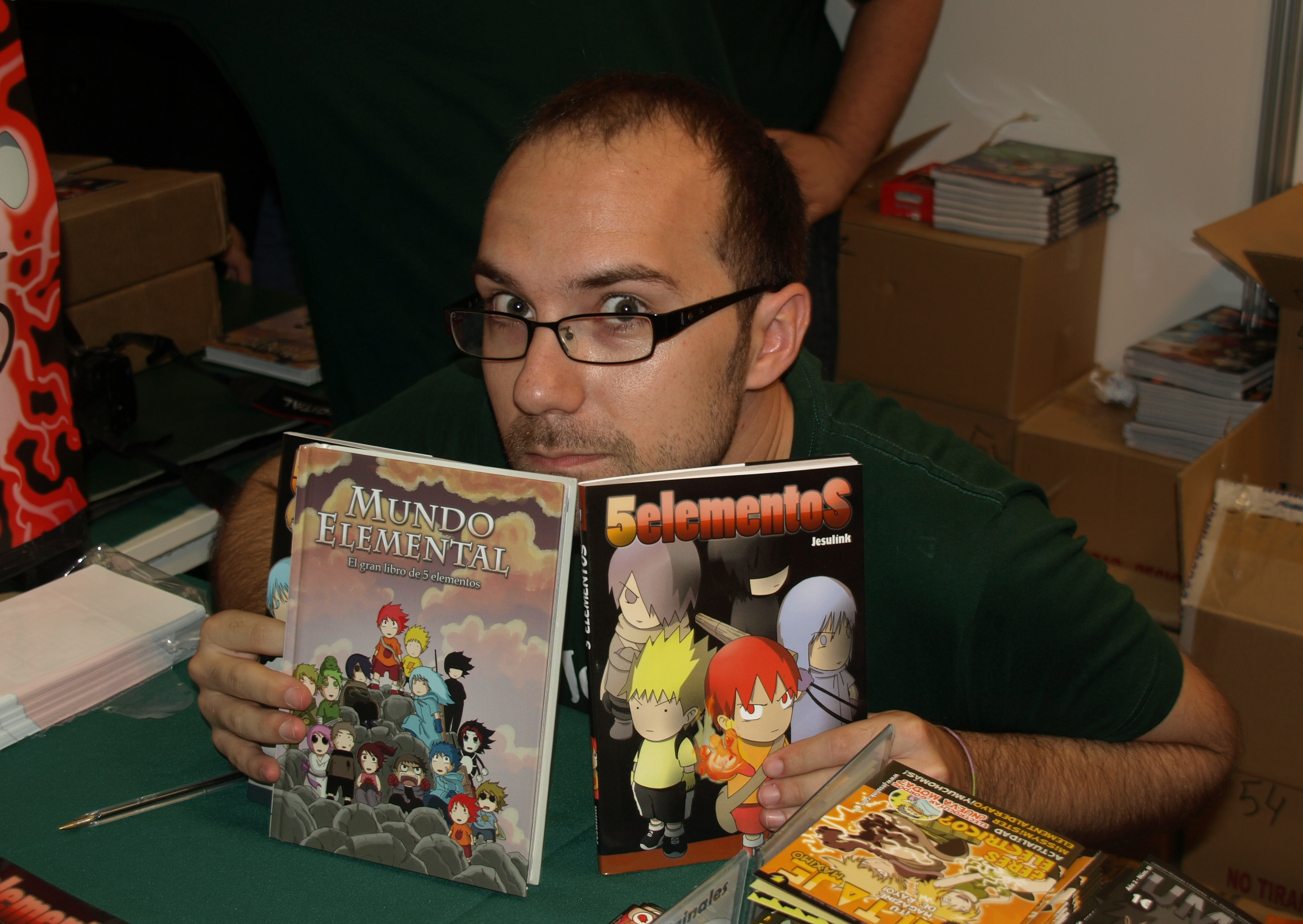
Jesús García Ferrer, l'auteur de Raruto, dans le Salón del Manga de Barcelona

Raruto est une bande dessinée en ligne espagnole de Jesús García Ferrer (Jesulink). Raruto est une parodie de Naruto, un manga de Masashi Kishimoto. Raruto est disponible aux événements "salón del manga" en Espagne. En 2008, 40 000 personnes en Espagne ont lu Raruto. Raruto a des traductions en anglais, catalan, chinois, français, italien, et portugais. García se fait connaître sur internet en raison de ses œuvres.